# Chablis (arbre)
Pour les articles homonymes, voir Chablis.

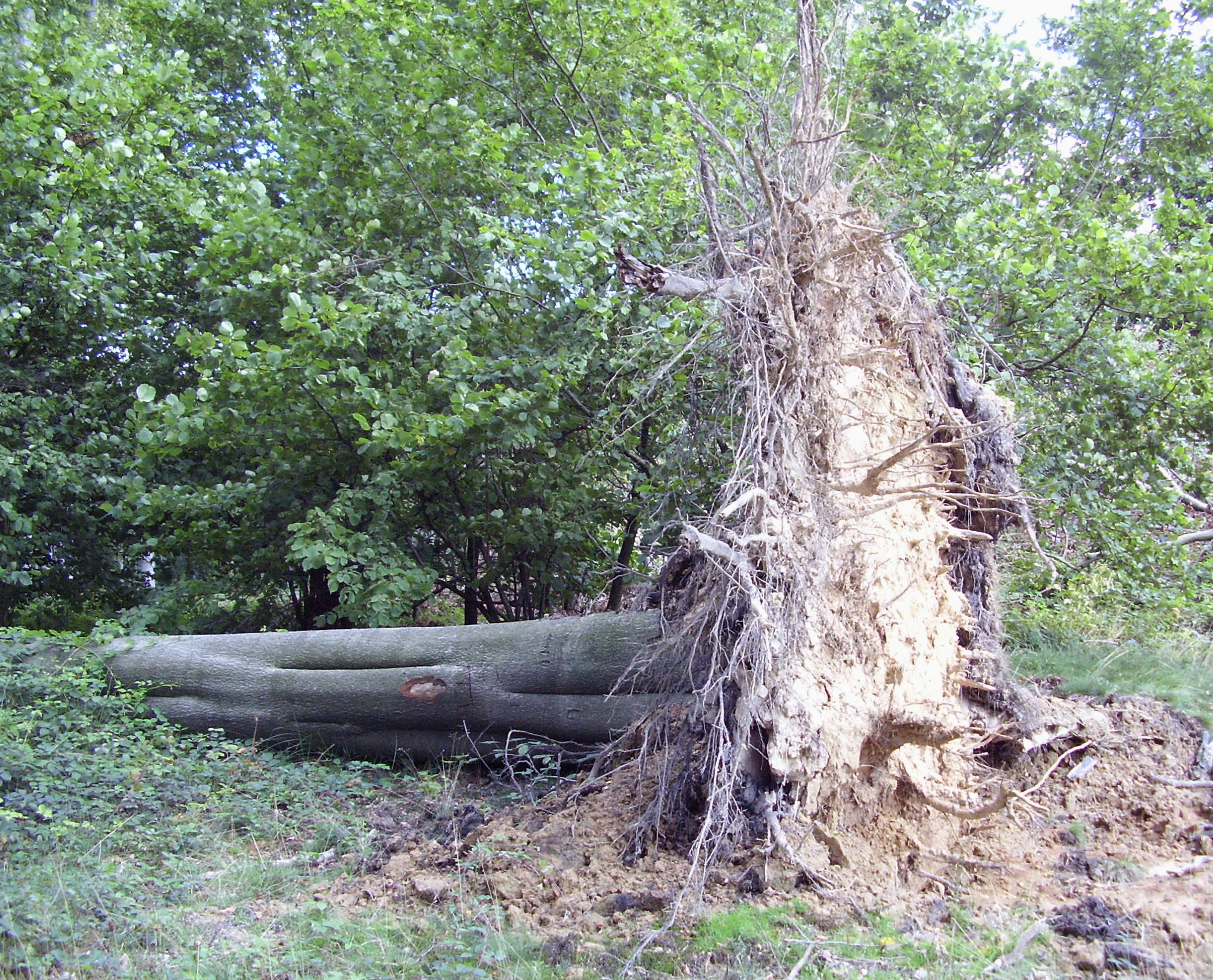
Chablis ayant emporté au cours de sa chute une galette racinaire (forêt de Soignes, Belgique).

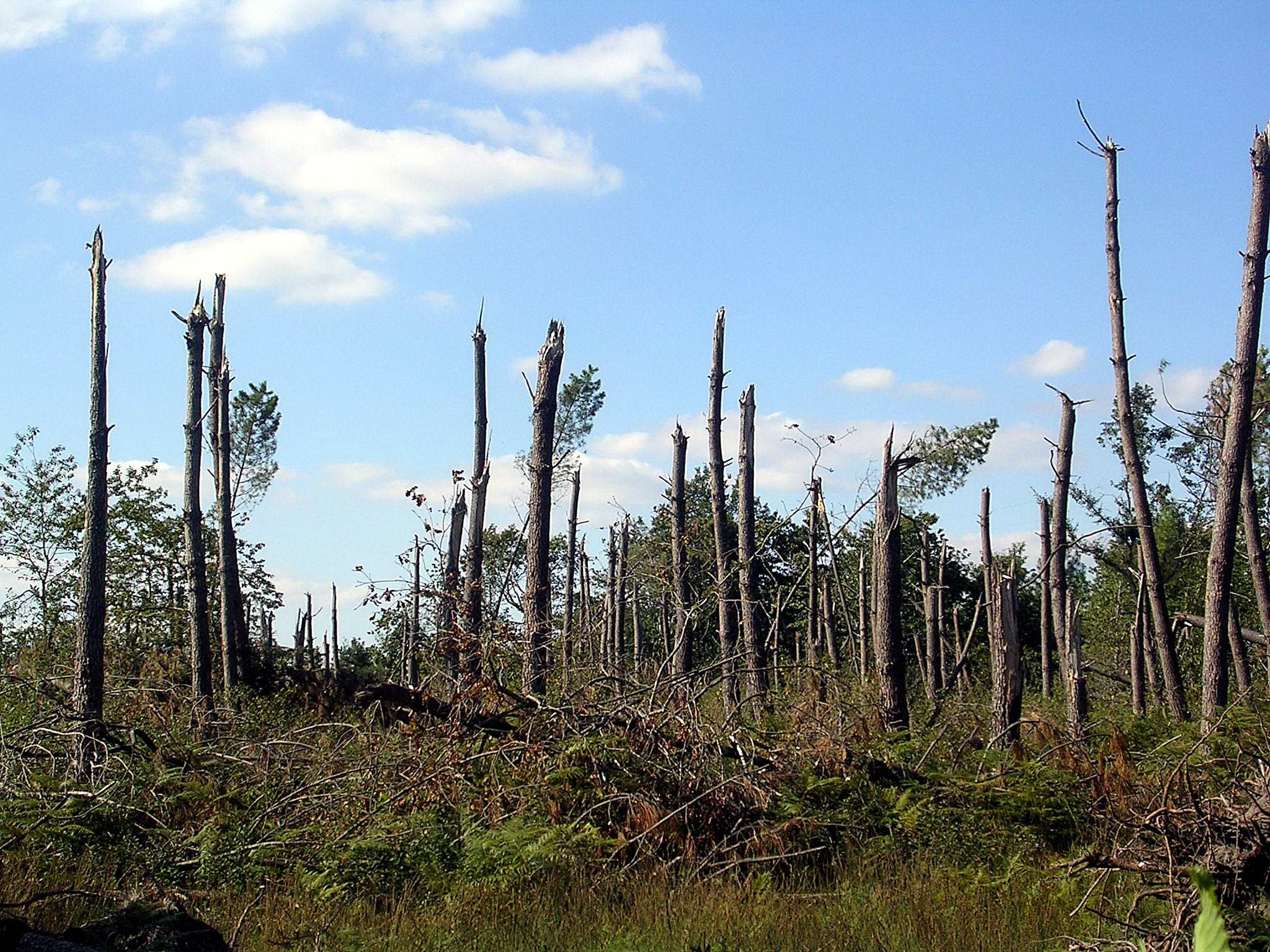
Paysage de chablis après le passage de la tempête Klaus affectant la forêt des Landes en 2009 : les forestiers distinguent la partie encore adhérente au sol (le chandelier) de celle qui gît sur le sol (le volis).

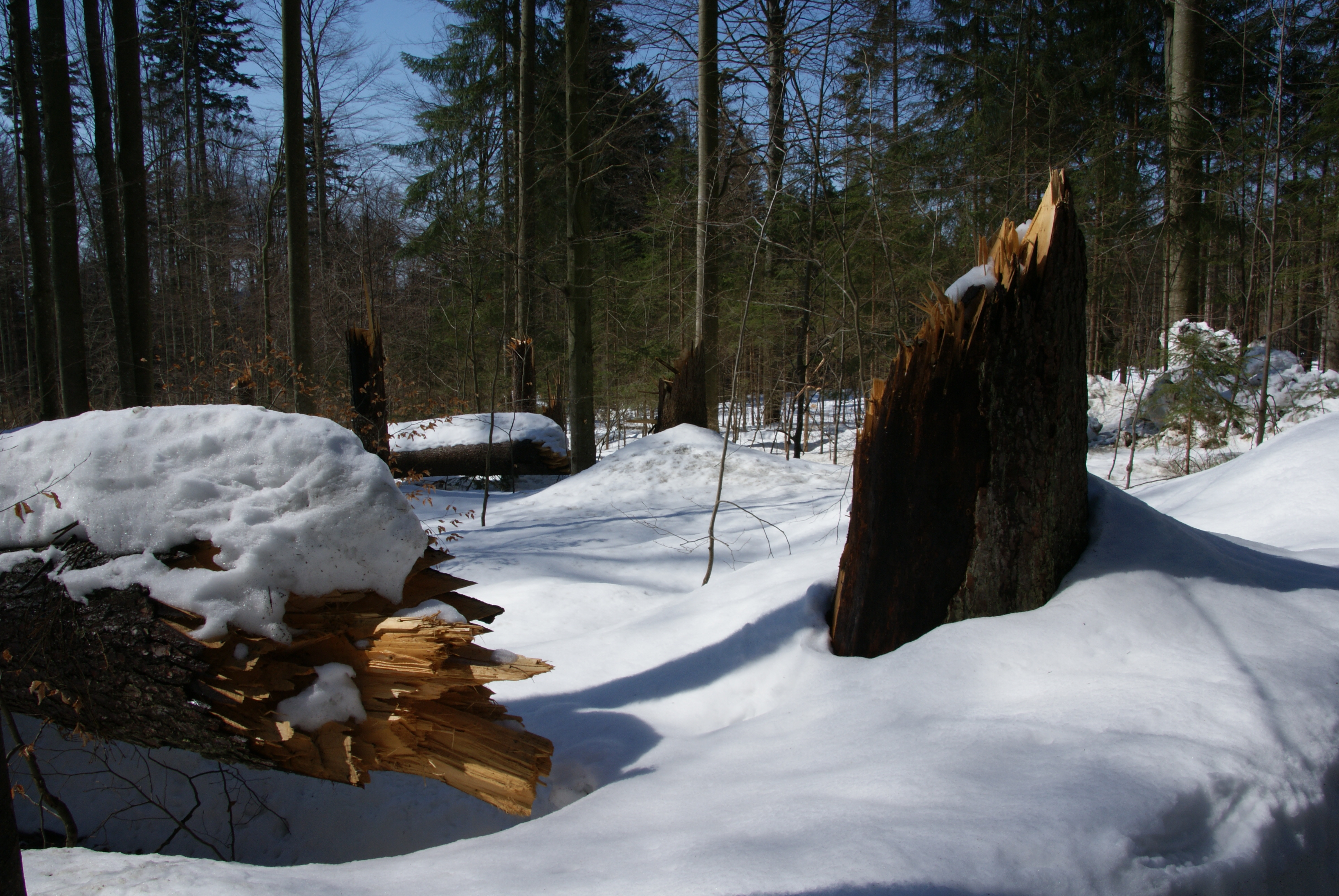
Chablis dans le parc national de la forêt Bavaroise.

Ici, la chute d'un seul arbre a créé une trouée de lumière visiblement bénéfique à la régénération naturelle (forêt ancienne de la réserve naturelle norvégienne de Sjørlægda naturreservat à Vefsn)

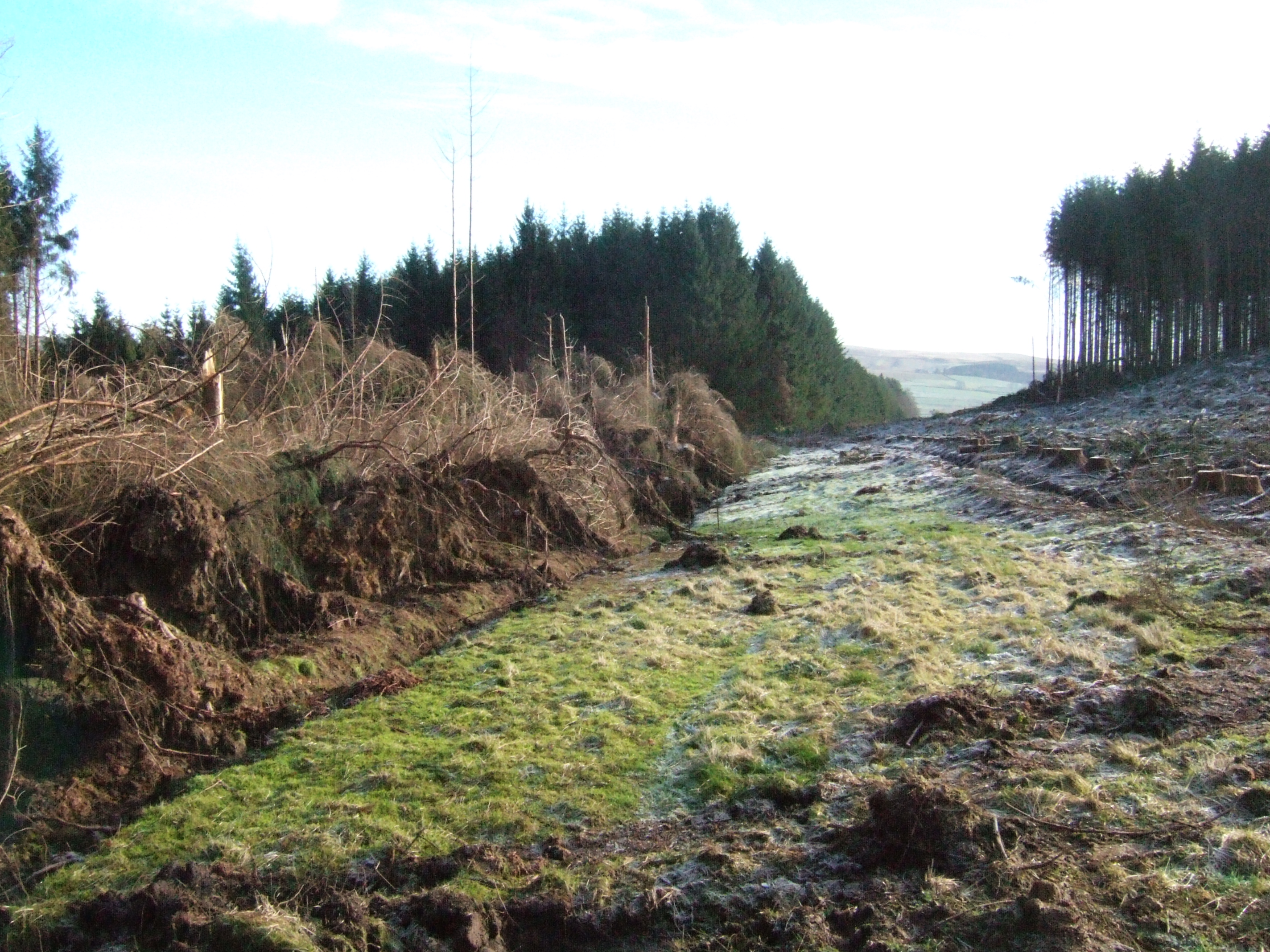
Chablis dans une plantation anglaise, qui semble avoir été causé ou favorisé par une coupe rase adjacente

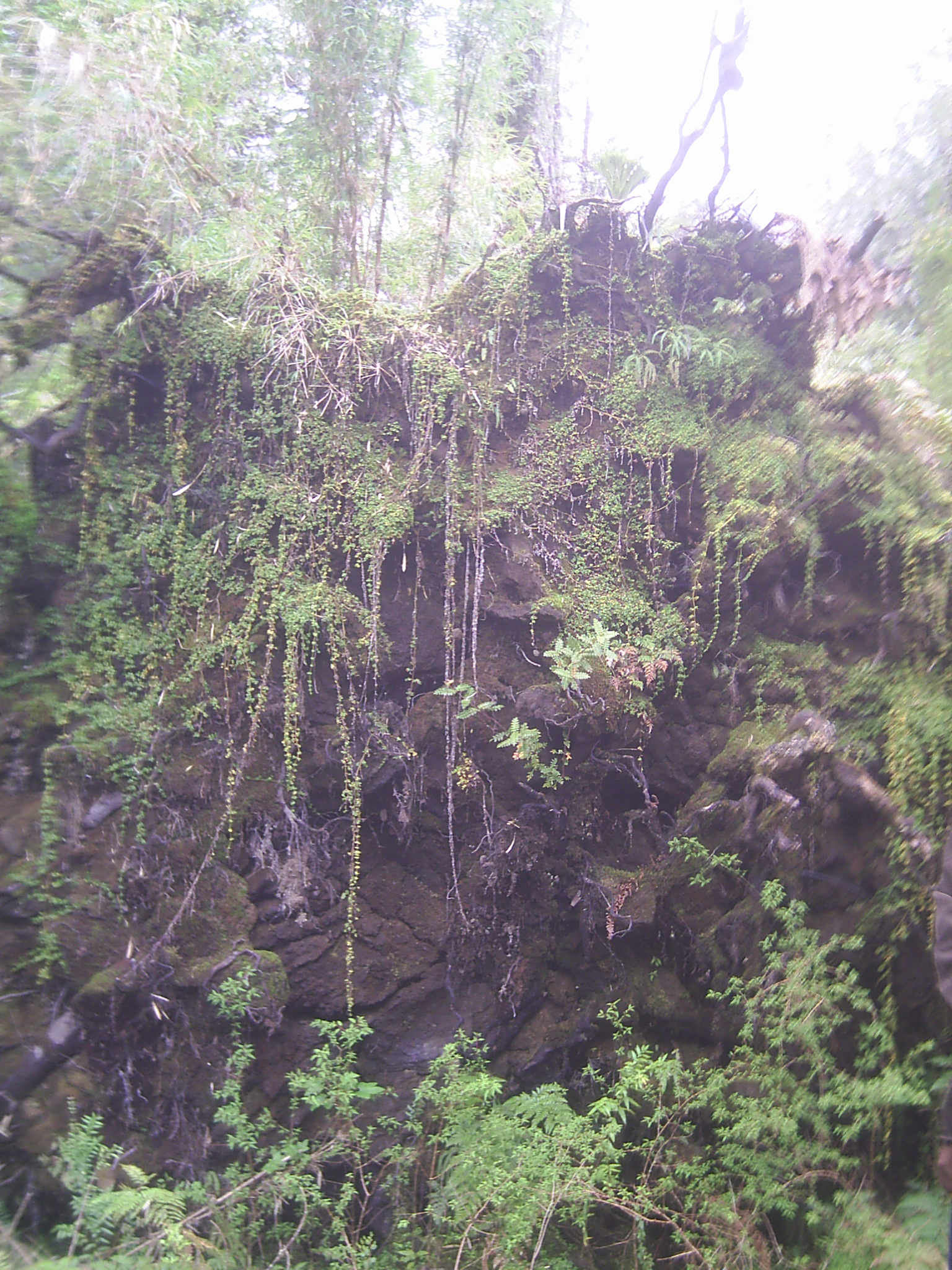
La chute de ce Nothofagus dombeyi a créé un micro-habitat de type falaise, avec un mélange vertical de terre et de cailloux, qui a permis à des fougères de s'établir.

Un chablis est, au sens restreint, un arbre déraciné (mais ses racines restant en connexion avec
le sol, ce qui lui permet de garder une certaine activité au cours de la saison de végétation)  pour des raisons qui lui sont propres (vieillesse, pourriture, mauvais enracinement), ou sous l'action de différents agents naturels (vent, foudre, orage, pluie, neige, chute d'un autre arbre) ou encore par action anthropique (mauvaise exploitation sylvicole). Par extension, le chablis désigne « l'ensemble formé du système racinaire d'un tel arbre et de la partie de substrat arrachée lors de la chute. Par extension encore, la cavité correspondante créée au sol ».
Par emploi collectif du terme, un chablis est un ensemble d'arbres ainsi déracinés accidentellement (le plus souvent par des vents violents) et jonchant le sol. Ainsi une rafale descendante ou une tornade sous un orage peuvent causer un corridor de dégâts en forêt appelé chablis. Des vents violents généralisés peuvent également causer de tels chablis dans les endroits les plus exposés. Ainsi les tempêtes de décembre 1999, qui ont balayé l'Europe de l'Ouest, ont causé de vastes zones de chablis.

## Étymologie, variantes et synonymes
Chablis vient du latin capulare (« couper du bois ») via l'ancien français chaabler (« casser, faire tomber »).
Au xviiie siècle on rencontre les variantes cable et chable. On utilise aussi le terme de ventis (et les faux ventis sont les arbres déracinés par l'homme).

## Aspects économiques
Les arbres d'un chablis perdent généralement de leur valeur marchande à cause des dégâts causés au bois (fentes, casses, torsion). De plus, les dégâts de tempête peuvent aussi freiner la mobilisation des bois tombés (comme après la tempête Klaus en France). 
S'il n'est pas débité et vendu comme bois de chauffage, le bois est souvent laissé sur place, où sa décomposition améliorera la qualité de l'humus forestier, mais dans les régions sèches en augmentant dans un premier temps la quantité de matière combustible, et parfois en entravant le déplacement des promeneurs.
Le droit coutumier ancien européen ou français permettait parfois aux paysans de ramasser le bois mort ou celui des chablis, mais pas toujours ; ainsi, à titre d'exemple, en 1737, des amendes de 50 livres sont « prononcées contre les gardes qui ne feront rapport, & le déposeront au Greffe, des Chablis qu'ils trouveront » (Tit. 17 art. I ) ; l'article 2 porte en outre « une amende arbitraire contre les officiers qui ne condamneront pas les délinquans au pied de tour pour les chablis ; et les articles 3&5  portent des amendes arbitraires contre les officiers & gardes-marteau qui ne marqueront pas les arbres chablis, & aussi qui vendront des arbres fourchés & ébranchés ». Pour limiter le pillage des ressources, la dégradation des berges et la chute des arbres près des cours d'eau, des amendes sont prévues pour toute personne trouvée en possession d'outils (scie, hache...) en forêt hors des routes. Il est aussi défendu de porter et allumer feu en forêt. Une amende de 100 livres est prévue contre « ceux qui tireront sables, terres, & autres matériaux à dix toises près des rivières navigables ».
Le chablis peut être parfois vendu comme bois d'œuvre quand il fait suite à une tempête et que le tronc n'a pas été abîmé en tombant. En France, « M. Pecquet dans son commentaire historique et raisonné sur l'ordonnance de 1669, dit qu'avant cette ordonnance, il avoit été ordonné par plusieurs règlements, notamment celui du 6 octobre 1605, que les bois chablis ne seroient point employés en charbon, merrain à vins, pelles, fabots ni autres ouvrages ; mais en bois de chauffage, bois de corde & de traverse, excepté le chêne qui pourroit être écarri sur place pour ouvrage de charpente ».

## Aspects écologiques
Le chablis est une perturbation qui constitue l'un des stades naturels et normaux du cycle forestier tel qu'il se déroule dans la nature (sylvigenèse). On l'observe des forêts équatoriales aux forêts boréales.
Les phénomènes de chablis sont en général plus fréquents que les ruptures au niveau du tronc, appelés volis.
Un chablis se traduit localement par une trouée de lumière favorable à la régénération naturelle de la forêt, tant pour les graminées que pour les jeunes arbres. À l'échelle de la forêt et du paysage, sur un temps plus long, il contribue à entretenir la variation locale des structures et de la composition de la forêt (par exemple, les feuillus des forêts boréales de conifères).
Le renouvellement dans le temps des chablis entretient en forêt une « microtopographie » qui se superpose à la topographie naturelle globale. Ces microsites offrent une hétérogénéité qui a un effet très positif sur la biodiversité. Les pédologues constatent que les systèmes de « creux/bosses » sont de profondeur, humidité et exposition différentes,, et les botanistes constatent qu'ils accueillent des populations et espèces souvent très différentes. Ainsi, une étude a montré en Amérique du Nord que quatre ans après un chablis important, durant la période de régénération naturelle, les communautés végétales différaient grandement selon qu'elles croissaient dans les creux ou sur les buttes ; la richesse en espèces était significativement plus élevée dans les creux, de même que la biomasse totale, et la densité totale en tiges d'arbres (Remarque : une autre étude avait déjà montré que certaines espèces comme l'épinette régénèrent également mieux sur les bosses (ou sur du bois-mort) que sur des surfaces non-perturbées). Dans les fosses comme sur les monticules, le sol abritait un plus grand nombre d'espèces dans la vallée et le bas des collines qu'en altitude, mais l'effet de l'élévation sur la richesse en espèces des monticules était moindre que ce même effet (de l'altitude) sur la richesse en espèces des fosses. Par ailleurs (comme partout), l'altitude influe aussi sur la composition en espèces : dans ce cas d'étude, la biomasse en Erechtites hieraciifolia diminuait avec l'altitude, alors que celle de Betula alleghaniensis augmentait de façon significative, mais la biomasse totale des microsites (qu'il s'agisse des fosses ou des monticules) n'était pas liée à l'altitude du microsite. L'altitude avait par contre un effet (différencié) sur la densité totale en tiges (jeunes arbres) ; cette densité diminuait avec l'altitude dans les fosses, mais ne semblait pas affectée par le facteur "altitude" sur les monticules. Ainsi, les microsites créés par les chablis ont des effets d'échelle intermédiaire qui influencent la régénération de la forêt sur les chablis naturels. L'examen des deux types de microsites (creux et bosses) et de leur position le long d'échelle intermédiaire gradients pourrait aider à mieux prédire la composition des communautés végétales et la dynamique de régénération de zones perturbées. Par ailleurs, ces résultats laissent penser qu’aplanir les sols après un chablis peut avoir des impacts négatifs sur la biodiversité, la qualité de la régénération et sur la qualité des sols (y compris en tant que puits de carbone).
Un autre constat est que la décomposition des bois-morts varie aussi selon leur disposition dans le microrelief ou leur degré d'enfouissement. Les modes de gestion sylvicole dits « proches de la nature » (type prosilva) cherchent - quand il s'agit d'exploiter la forêt « en bouquets » -  à imiter les chablis naturels (trouées généralement de petite taille, touchant des peuplements plutôt anciens ou sénescents, et laissant une clairière dont la luminosité et le microclimat sont favorables à la bonne croissance des plants naturellement issus de graines). Le forestier prend soin d'alors laisser au sol un peu de bois-mort qui contribuera à l'entretien de la fonge et de l'humus forestiers.
Le chablis naturel permet la régénération forestière et l'entretien de sols de qualité dans les forêts primaires. Comprendre son rôle et celui de la topographie peut aussi aider le sylviculteur à anticiper les interactions du chablis avec la sylviculture. Certaines pratiques sylvicoles peuvent augmenter le risque de chablis, « Dans les peuplements susceptibles, la coupe par bandes, l'éclaircie ou la création de nouvelles lisières peuvent occasionner des dommages considérables », pour améliorer ses résultats. En forêt de type taïga, certains auteurs, pour améliorer la qualité de sols forestiers, recommandent de mettre en œuvre des actions imitant les chablis « tous les 200–400 ans pour maintenir la capacité productive du sol dans ces écosystèmes ».

## Perspective historique
En Europe, le volume (en mètres cubes) de bois abattus par le vent connaît une augmentation depuis 150 ans. Cette augmentation se décompose en trois phases :
- de 1865 à 1950 : augmentation lente et régulière en « Europe Centrale et du Nord » (Allemagne, Autriche, Hongrie, Pologne, République tchèque, Slovaquie, Danemark, Suède, Finlande). Variation marginale en « Europe de l'Ouest » (Irlande, France, Grande-Bretagne, Italie, Espagne) ;
- de 1951 à 1981 : forte augmentation en « Europe Centrale et du Nord », augmentation lente et régulière en « Europe de l'Ouest » ;
- de 1982 à 2000 (dernière statistique disponible) : forte augmentation en « Europe Centrale et du Nord » et en « Europe de l'Ouest ».

Cette augmentation depuis 150 ans du chablis en Europe serait une conséquence du réchauffement climatique selon un rapport publié par le Parc Naturel du Morvan en 2006.
Cette augmentation peut selon les cas avoir diverses causes qui peuvent s'additionner :
- vieillissement naturel de certaines parcelles,
- arbres moins profondément ancrés en raison d'un sol enrichi en nitrates en surface,
- systèmes racinaires affaiblis (alternances de canicules et périodes pluvieuses aux hivers doux, engins forestiers trop lourds écrasant les racines et tassant les sols fragiles),
- augmentation du nombre et de la force des tempêtes,
- systèmes de coupes rases ou de lisières rectilignes favorisant les attaques d'insectes (par les scolytes notamment) et le renversement par le vent.

Elle pourrait encore être renforcée à l'avenir en raison des dérèglements climatiques attendus.

## Modélisation
De nombreux auteurs ont cherché à modéliser les facteurs de risques de chablis, notamment dans la perspective du dérèglement climatique, et pour aider les gestionnaires à évaluer le risque à la parcelle, et le cas échéant formuler des prescriptions ou adaptations sylvicoles et assurantielles, afin de réduire les pertes induites par les chablis ou faire en sorte qu'ils deviennent utiles à la forêt.
Le modèle le plus simple est dit "triangle de chablis". Il est basé sur le fait que le vent a plus de prise sur les bordures de peuplement fraîchement exposées et sur le constat [« que les aires récemment et partiellement récoltées sont particulièrement susceptibles aux dégâts par le vent ». Le modèle retient trois grands types de risque : 
- l'exposition topographique[17] (orientation par rapport au vent de tempête, degré de pente) ;
- les propriétés (physicochimiques et biologiques) du sol [17] ;
- les caractéristiques du peuplement[17] (homogène, diversifié ou non  dans ses hauteurs et classes d'âge, monospécifique, en alignement...).

Chacun de ces risques étant représenté par l'une des côtes du "triangle de chablis".
Ce modèle simple peut être utilisé pour évaluer ou représenter graphiquement le risque relatif (probabilité) de chablis sur les sites forestiers.